# Злодійський общак
«Злодійський общак» (інша назва: «У петлі») — радянський двосерійний художній фільм 1991 року, знятий режисером Імантсом Кренбергсом.

## Сюжет
Психологічний детектив за мотивами роману Андріса Колберга «Вночі, під дощем…». Сюжет фільму будується на взаєминах колишніх однокласників, один із яких відбув покарання за злочин, скоєний двома іншими. Жахливі тюремні «закони», пережитий страх і приниження хоч і не знищили до кінця в головному герої людяність, але метою його життя стала помста.

## У ролях
- Армандс Рейнфелдс — Вінартс
- Гіртс Яковлєвс — Віктор Нарковскіс
- Мірдза Мартінсоне — Спулга Нарковська
- Валдіс Лієпіньш — Науріс Нарковскіс
- Індра Бріке — Карина Алпа
- Улдіс Ваздікс — Алфред Алпс
- Андіс Мізішс — Ілгоніс Алпс
- Гуна Гейкіна — Івета
- Юріс Леяскалнс — Грунскіс
- Валдіс Луріньш — Лусіс
- Юріс Ліснерс — Хінтенбергс
- Вайроніс Яканс — епізод
- Гунарс Плаценс — епізод
- Мієрвалдіс Озоліньш — епізод
- Іварс Браковскіс — епізод
- Діна Квелде — епізод
- Яніс Пірвіц — епізод
- Тамара Соболєва — епізод
- Бруно Лібауерс — епізод
- Яніс Лібієтіс — епізод
- Н. Петрашкевіц — епізод
- Л. Шенфелде — епізод
- Ілга Вітола — епізод
- Дз. Бейтакс — епізод
- М. Селецкіс — епізод
- Рейніс Путніньш — епізод
- К. Аусекле — епізод
- Е. Айздердзіс — епізод

## Знімальна група
- Режисер — Імантс Кренбергс
- Сценарист — Алвіс Лапіньш
- Оператор — Валдіс Еглітіс
- Композитор — Мартіньш Браунс
- Художник — Гунар Земгалс